# Dražen Biškup
Dražen Biškup (Zagreb, 28. prosinca 1965.), hrvatski je nogometni trener i bivši je hrvatski nogometni reprezentativac.

## Igračka karijera

### Klupska karijera
Dražen Biškup rođen je u Zagrebu 28. prosinca 1965. godine. Biškup je igrao na poziciji bočnog ili srednjeg braniča i bio je igrač izvrsne tehnike. Igračku karijeru započeo je u Dinamovoj omladinskoj školi Hitrec – Kacian. Potom je igrao u prvoj momčadi Dinama od 1984. do 1990. godine, međutim, malo je nastupao. Nešto više igrao je od 1988. godine, nakon što se vratio s posudbe iz NK Zagreba gdje je bio od 1986. do 1988. I nakon odlaska iz Maksimira 1990. godine vratio se u NK Zagreb čiji je igrač do 1994. godine. U ljeto 1994. godine Biškup odlazi u Austriju. U sezoni 1994./95. nogometaš je Admire Wacker, a potom se vraća u NK Zagreb gdje igra do 2000. godine, kada završava igračku karijeru.
Najbolje igračke dane u karijeri proveo je u NK Zagrebu. Bio je član momčadi iz Kranjčevićeve i 1991. godine kada su osvojili prvenstvo 2. savezne jugoslavenske nogometne lige. Potom su postali važna karika u 1. hrvatskoj ligi. Odmah u prvoj sezoni 1. HNL 1992. bili su doprvaci s 3 boda zaostatka iza splitskog Hajduka, sljedeće sezone bili su treći iza Croatije i Hajduka, a u sezoni 1993./94. ponovo su bili doprvaci i zamalo postali prvaci, tek s bodom zaostatka iza Hajduka.

### Reprezentativna karijera
Kao nogometaš Zagreba odigrao je za hrvatsku reprezentaciju 1991. i 1992. godine 5 prijateljskih utakmica. Debitirao je 19. lipnja 1991. godine u Murskoj Soboti u kojoj je Hrvatska pobijedila Sloveniju 1:0. Od dresa reprezentacije oprostio se 22. listopada 1992. godine u Zagrebu u kojoj je Hrvatska pobijedila Meksiko 3:0.

## Trenerska karijera
Odmah po završetku igračke karijere, posvetio se trenerskoj, te je već u sezovi 2001./02. kao pomoćni trener Zlatku Kranjčaru uz Vatroslava Mihačića i Željka Nježića s NK Zagrebom osvojio njihov prvi, i zasada jedini naslov prvaka.
Bio je pomoćni trener Ivanu Kataliniću i Branku Tucaku u Croatiji iz Sesveta. Samostalno je vodio NK Trnje, NK Suhopolje, NK Križevce.
Od listopada 2009. do kolovoza 2011. godine naslijedio je Gorana Lackovića kao trener NK Lučkog. U prvenstvu 2. HNL 2009./10. osvojili su treće mjesto s kojim su ostvarili uvjete za plasman u 1. ligu. No, nisu se natjecali za licencu. Sljedeće godine bili su doprvaci 2. HNL 2010./11., dobili su licencu i plasirali su se u 1. HNL. Vodio je klub na početku njihovog debitantskog nastupa u 1. HNL 2011./12., ali je nakon što je u prvih pet kola osvojio samo jedan bod, dogovorno se razišao s klubom.
Nakon odlaska iz Lučkog bio je trener Zeline iz Svetog Ivana Zeline i Vinogradara iz Jastrebarskog. Od 2014. do 2015. bio je trener velikogoričke HNK Gorice.

## Zanimljivosti
Draženov mlađi brat Damir također je bio profesionalni nogometaš i danas je nogometni trener.

## Vanjske poveznice
- Profil, Hrvatski nogometni savez
- Statistika na hrnogomet.com